# Rhodacarus berrisfordi
Rhodacarus berrisfordi är en spindeldjursart som beskrevs av Loots 1969. Rhodacarus berrisfordi ingår i släktet Rhodacarus och familjen Rhodacaridae. Inga underarter finns listade i Catalogue of Life.